# Anton Blazer
Anton Blazer (Mzn.) (Rotterdam, 11 februari 1880 – aldaar, circa 6 januari 1946) was een Nederlands pianist.

## Achtergrond
Hij werd geboren binnen het gezin van muzikant Moses Blazer en Jetje Campion. Opa Meijer Blazer was eveneens muzikant. Broer was contrabassist Samuel Blazer. Ook een neef van Anton belandde in de muziek. Hij is in 1917 getrouwd met Agatha Geertruida Roland. Het echtpaar woonde enige tijd in het Engelse Bristol. In verband met het uitbreken van de Eerste Wereldoorlog wilden zij daar politiek asiel aanvragen. In plaats van dat te krijgen werd hij als vermeend Duitser gearresteerd en gevangen genomen. Na tien dagen cel kwam hij vrij en vertrok direct terug naar Rotterdam.

## Muziek
Zijn muzikale opleiding kreeg hij van Joh.H. Sikemeier in Rotterdam. Hij trad op in binnen- en buitenland met talloze andere musici zoals Sam Swaap. Hij was in Rotterdam onderdeel van het Conservatoriumtrio (Ben Stad, viool; Jos Bekkers altviool).  In 1909 moest hij een aantal concerten afzeggen; hij was in zijn hand gebeten door zijn hond. Hij werkte enige tijd aan het conservatorium in Bristol, maar keerde dus in 1914 terug. In 1915 stond hij de bok bij een uitvoering van Notabelen van Top Naeff naar Die Deutschen Kleinstädter van August von Kotzebue in het Paleis voor Volksvlijt. Hij was in de jaren twintig enige tijd verbonden aan het Rotterdams Conservatorium (onderdeel van Haags Conservatorium van Siegfried Blaauw) en zijn eigen Rotterdamse pianoschool. Blazer was tevens kapelmeester van het orkest van de Rotterdamse Schouwburg, het Korps Koninklijke Scherpschutters, het mannenkoor Eendracht, Symfonievereniging Mozart en orkestvereniging Con Brio. Hij zat in het bestuur van de Rotterdamse vakdirigenten.
In 1928 zou hij de muziek schrijven bij een film Rotterdam, Symfonie van den arbeid over het arbeidersleven in Rotterdam. De cameraman Andor von Barsy, die toen in Rotterdam woonde, had al foto- en filmopnamen gemaakt, het project leidde tot De stad die nooit rust, gefinancierd door Transfilma.
Van zijn hand verscheen een aantal werken, waaronder ook een aantal bewerkingen:
- opus 8: twee instructieve klavierstukken
- opus 10: Loin d’elle: valse lente
- opus 16: The timbertown follies
- opus 20: Suite des gnomes; quatre pieces instructives et mélodiques
- Deux âmes; valse lente
- Galop favorite: salondans, Jacs Koopman 1909[4]
- Sonna: valse lente; opgedragen aan Alida Tartaud-Klein
- Studio (voor toneelvereniging Studio uit Rotterdam)
- Academiewals: eenvoudige wals voor de balzaal,  Jacs Koopman 1901
- Transvaalienne: salondans Jacs Koopman circa 1900
- Pastorale: Hollandse dans,  Jacs Koopman 1901
- Tiroler wals: salondans, Jacs Koopman 1909

- Nederlandse Thesaurus van Auteursnamen: 337224609
- Virtual International Authority File: 287298818
- WorldCat: E39PBJdGKDYqjtwCBwrDFWqPcP